# 全安镇 (内江市)
全安镇，是中华人民共和国四川省内江市市中区下辖的一个乡镇级行政单位。2019年12月，撤销凤鸣镇，将原凤鸣镇鸡公店社区、凤鸣村、王板桥村、天台村、书房湾村所属行政区域划归全安镇管。

## 行政区划
全安镇下辖以下地区：
街道社区、狮湾村、平湖村、湾桥村、吼冲村、伍祠村、洪坝村、伍店村、伍凤村、皂角村、余家坝村和花洞村。